# Zdory
Zdory (niem. Sdorren, 1938–1945 Dorren) – wieś w Polsce położona w województwie warmińsko-mazurskim, w powiecie piskim, w gminie Pisz.
W latach 1975–1998 miejscowość administracyjnie należała do województwa suwalskiego.

## Historia
Zdory zostały założone w 1508 roku na prawie chełmińskim przez braci Marka i Jana Stawiskich, przybyłych tu z ziemi łomżyńskiej. W dokumentach z XVI w. posiada ona nazwę Wilkusy. Zdecydowaną większość stanowili wolni chłopi z Mazowsza.
Zdory były wsią usługową dla osady bartnej Pisz, która leżała na szlaku handlowym prowadzącym z południa do Gdańska. Mieszkańcy wioski dostarczali ryb, płodów rolnych, mięsa i zwierzyny łownej. Po insurekcji kościuszkowskiej (1794), a także po powstaniu listopadowym (1830) i styczniowym (1864) władze pruskie nasilały represje germanizacyjne na Mazurach za pomoc Polakom. Wiek XIX na ziemi piskiej charakteryzował się ostrą walką Mazurów w obronie języka polskiego i obyczajów.
Po plebiscycie w 1920 Zdory znalazły się w Rzeszy Niemieckiej aż do 1945. W tym czasie wieś była samowystarczalna - była szkoła, wiatrak (młyn), rzeźnia, masarnia, oraz restauracja z pokojami gościnnymi, a nawet elektrownia. We wsi mieszkało kilku bogatych gospodarzy, mających do pomocy robotników rolnych, którym pracodawcy zapewniali mieszkanie i utrzymanie. W tym czasie wieś nazywała się Dorren, a następnie nazwę tę przekształcono na Sdorren.
Po II wojnie światowej Mazurzy, którzy czuli się Niemcami zaczęli wyjeżdżać do Niemiec (lata 1946–1956). W wyniku działań wojennych i grabieży przestały działać instytucje i obiekty, które istniały przed wojną. Wieś zaczynała żyć od nowa. Do Zdor (spolszczona nazwa wsi) zaczęła napływać ludność z polski (powiat Kolno, okolice Łysych i Myszyńca). Napływowa ludność zajęła gospodarstwa poniemieckie. Trudni się rolnictwem. W późniejszym czasie przez kilka lat na terenie wsi działa spółdzielnia produkcyjna. Po jej rozwiązaniu wieś nadal ma charakter rolniczy, z tym że są to już rolnicy indywidualni.
Od 1 września 1946 w budynku po szkole niemieckiej, rozpoczęła działalność szkoła. W latach 60. w wyremontowanej świetlicy powstał klub "Rolnika", punkt biblioteczny - później przeznaczony w bibliotekę wiejską. W tym czasie funkcjonowała także ośmioklasowa szkoła podstawowa. Działał również sklep GS. Rozwijała się komunikacja PKS. W latach 70. i 80. wieś przeżywała rozkwit kulturalny. Oprócz działającego klubu „Rolnika” i biblioteki działał prężnie zespół artystyczny. Wieś była gospodarzem dożynek wojewódzkich.
W 2000 została zlikwidowana szkoła podstawowa, jedyny ośrodek kultury we wsi.

## Zabytki
W obrębie miejscowości do tej pory poznano cztery stanowiska archeologiczne:
- osada wielokulturowa, ok. 70–80 m po lewej stronie drogi od Zdor na Szeroki Ostrów (głównie zabytki ceramiczne z początków naszej ery),
- dwa cmentarzyska z okresu lateńskiego i wpływów rzymskich
- wczesnośredniowieczne grodzisko zwane Górą Zamkową, ok. 1,5–2 km od Zdor w obrębie półwyspu Szeroki Ostrów.

Wszystkie te prehistoryczne stanowiska wskazują na rozwój osadnictwa w regionie wsi już na przełomie er, więc w czasach, gdy w Krainie Wielkich Jezior Mazurskich zamieszkiwały już ludy bałtyckie. Użytkownikami wspomnianych wyżej obiektów byli najprawdopodobniej Galindowie.